# Brill Cagliari 1972-1973
Nella stagione 1972-1973, la Brill Cagliari ha disputato il campionato di Serie A Nazionale,  massimo livello del Basket italiano.
La società era alla seconda partecipazione nella massima serie dopo quella del 1969/70.
Concluse il campionato all' undicesimo posto centrando la prima salvezza in massima serie della sua storia.
In Coppa Italia perse la semifinale contro il Saclà Asti e la successiva finalina contro la Pallacanestro Cantù  con il punteggio di 86-77.

## Roster
|    | Naz.                   | Ruolo | Sportivo           | Anno | Alt. | Peso |  |
| -- | ---------------------- | ----- | ------------------ | ---- | ---- | ---- |  |
| 4  | Italia (bandiera)      | P     | Massimo Villetti   |      | 184  |      |  |
| 5  | Argentina (bandiera)   | C     | Carlos Ferello     |      | 193  |      |  |
| 6  | Italia (bandiera)      | A     | Francesco Mastio   |      | 192  |      |  |
| 7  | Italia (bandiera)      | A     | Salvatore Serra    |      | 197  |      |  |
| 8  | Italia (bandiera)      | A     | Mario Vascellari   |      | 193  |      |  |
| 9  | Italia (bandiera)      | P     | Mauro Bernardini   |      | 184  |      |  |
| 10 | Italia (bandiera)      | G     | Alberto Pedrazzini |      | 194  |      |  |
| 11 | Italia (bandiera)      | A     | Giuseppe Correddu  |      | 184  |      |  |
| 12 | Italia (bandiera)      | A     | Sandro Spinetti    |      | 190  |      |  |
| 15 | Stati Uniti (bandiera) | C     | Don Holcomb        |      | 207  |      |  |
| 18 | Italia (bandiera)      | C     | Danilo Nanni       |      | 200  |      |  |